# Rue Fusch
La rue Fusch est une artère du centre de la ville de Liège (Belgique) située le long du jardin botanique.

## Odonymie
La rue rend hommage à Remacle Fusch né vers 1507 à Limbourg et mort le 21 décembre 1587 à Liège, botaniste, médecin et auteur de plusieurs traités concernant principalement les plantes médicinales.

## Description
Cette rue pavée, rectiligne et en légère montée mesure environ 245 m relie la rue Louvrex à la rue Bassenge. La partie basse de la rue (environ deux tiers de la voirie) longe le côté nord du jardin botanique. Elle applique un sens unique de circulation automobile dans le sens Bassenge-Louvrex.

## Architecture
La plupart de la quarantaine d'immeubles de la rue ont été érigés entre 1875 et 1900 dans un style éclectique d'inspiration néo-classique donnant une homogénéité architecturale à la rue. La partie de la rue faisant face au jardin botanique possède les façades les plus bourgeoises dont certaines possèdent un balcon en fer forgé placé au premier étage.
Plusieurs bâtiments érigés au sein du jardin botanique et répertoriés rue Fusch sont repris à l'Inventaire du patrimoine culturel immobilier de la Wallonie. Les serres dans leur entièreté, les façades et toitures de l'institut de pharmacie, les façades et toitures de l'institut de botanique et l'intérieur du laboratoire de botanique sont classés.

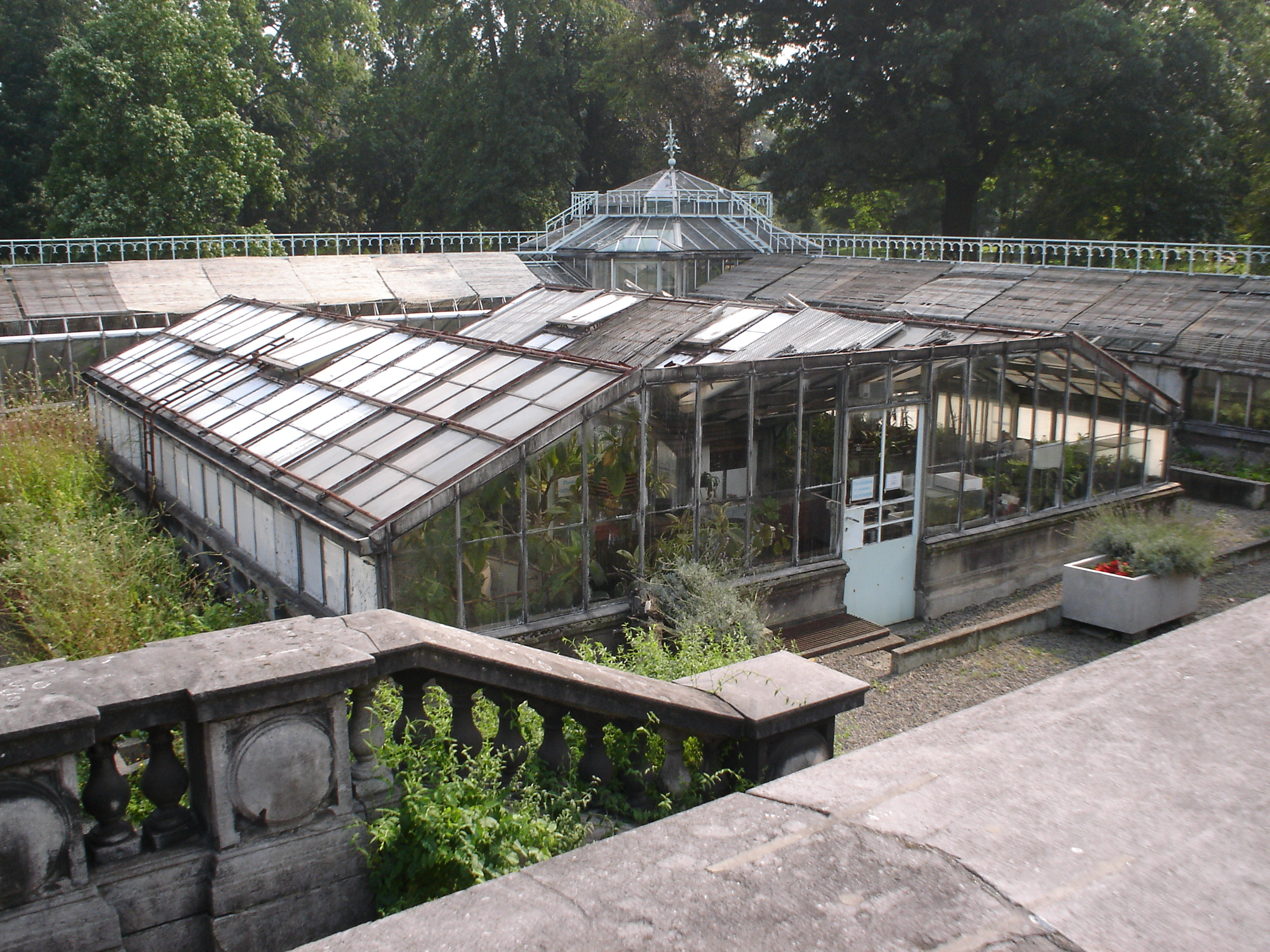
Les serres du jardin botanique

## Voies adjacentes
- Rue Louvrex
- Rue Duvivier
- Rue Courtois
- Rue Bassenge